# أثناسيوس الثالث (بابا الإسكندرية)
أثناسيوس الثالث، بابا الإسكندرية وبطريرك الكرازة المرقسية للأقباط الأرثوذكس رقم 76، أصله من القاهرة. وأقام بطريركاً 11 سنة وشهراً و18 يوماً، في الفترة من 9 أكتوبر 1250 م حتى 27 نوفمبر 1261 م، وتوفي. وخلا الكرسي بعده شهراً واحداً وخمسة أيام.